# Ballenhausen (Adelsgeschlecht)

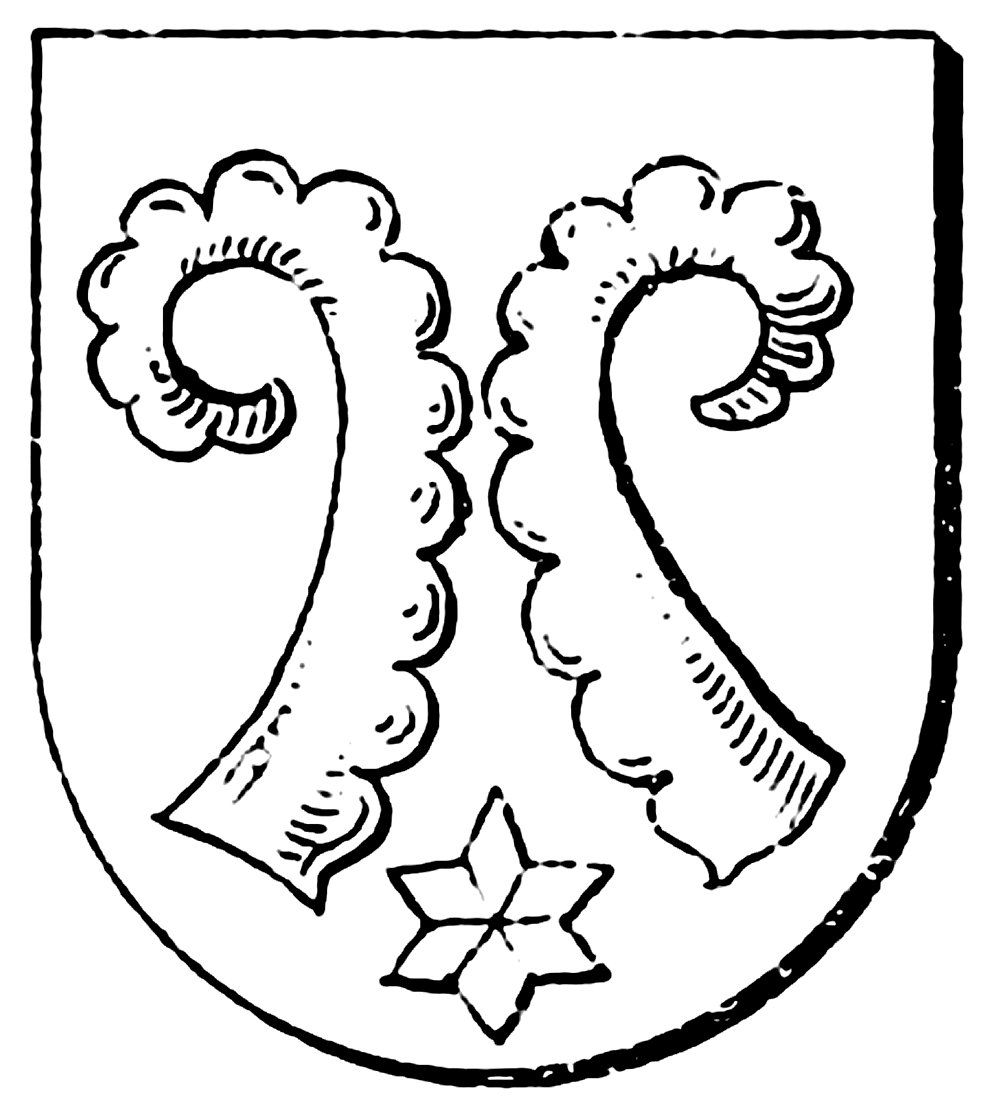
Wappen derer von Ballenhausen

Die Herren von Ballenhausen gehörten zum thüringisch-hessischen Adel des 12. Jahrhunderts. Sie stiegen unter Führung Konrads I. im Gefolge Friedrichs I. auf seinen Italienzügen in die führenden Kreise der Großen auf, mussten sich jedoch Anfang des 13. Jahrhunderts mit dem Status von Ministerialen des Landgrafen von Thüringen bescheiden. Es bestanden zwei Zweige, nämlich ein niedersächsischer, benannt nach Ballenhausen bei Reinhausen sowie ein thüringischer, benannt nach den Dörfern Groß- und Klein-Ballhausen, sowie eine bürgerliche Linie zu Göttingen. Die thüringische Linie starb 1363 aus. Das Geschlecht starb 1507 aus.

## Geschichte

### Herkunft beider Linien
Kurz nach dem Aussterben der Grafen von Reinhausen treten die Stammväter beider Linien urkundlich in Erscheinung. Henselin von Balenhusen wird 1110 in einer Urkunde Ludwigs des Springers, Graf von Schauenburg in Thüringen erwähnt, gleich nach Graf Erwin I. von Tonna, aus dem späteren Haus der Grafen von Gleichen. Sein niedersächsischer Vetter Unoko von Ballenhausen trat 1135 als Zeuge in einer Urkunde des Klosters Reinhausen in Erscheinung, bei der Azo, vermutlich ebenfalls ein von Ballenhausen, ein Gut in Ballenhausen schenkte. Herzog Heinrich der Löwe bestätigte diese Schenkung im Jahr 1168. Unoko gab zudem 1152 Graf Poppo I. von Blankenburg ein Darlehen von 4 Mark, dessen Ertrag nach seinem Tod dem Kloster Reinhausen zustand. Heinrich I. von Ballenhausen traf 1221 in Erfurt mit Erzbischof Siegfried zusammen, womit er in die Nähe seiner sächsischen Namensvettern kam. Spätestens 1225 erhielt er den Ritterschlag, letztmals erscheint er in einer Urkunde von 1256. Sein Zeitgenosse Otto II. von Ballenhausen drohte bereits in die Ministerialität abzusteigen. Zudem setzte sich ein Verwandter, Ritter Ludwig von Rohrberg, in den Besitz von Settmarshausen, und es dauerte Jahre, bis das Kloster Amelunxborn die Burg zurückerhielt. 1245 musste er zudem Otto III. von Ballenhausen und Arnold von Ballenhausen sowie deren Mutter Mechthild abfinden. Otto führte um 1246 den Titel Vogt von Ballenhausen.

### Aufstieg während der Italienzüge Barbarossas, Rückfall in die Ministerialität (vor 1160 bis etwa 1204)
Adalbert von Ballenhausen, Sohn des Henselin, urkundete zwischen 1144 und 1170. Er nahm 1170 gemeinsam mit seinem Sohn Konrad am Reichstag Kaiser Friedrichs I. in Frankfurt teil. Adalbert erscheint hierbei als Graf, was aber möglicherweise nur damit zusammenhängt, dass er in Italien als Comes geführt wurde.
Konrad von Ballenhausen (urkundlich 1160–1206) stand zu diesem Zeitpunkt bereits seit vielen Jahren in kaiserlichen Diensten und nahm an mehreren Kriegszügen in Italien teil, u. a. bei der Belagerung von Carcano im August 1160 durch die Mailänder, dann an der Belagerung Mailands. Am 1. September 1161 erschien er erstmals in einem kaiserlichen Diplom. Konrad war einer der sechs Deutschen, neben sechs Lombarden, die den mailändischen Vertretern den Unterwerfungseid abnahmen. Bei Acerbus Morena, als das Heer vor Rom stand, wird Konrad näher beschrieben: Er war demnach etwas kleiner, hatte hellblonde Haare und eine auffallend weiße Haut, war freundlich und leutselig, beteiligte sich nie an Plünderungen. Vor allem aber sprach er genauso gut Italienisch wie Deutsch. Als Statthalter von Ferrara fungierte er mehrere Jahre, was allerdings nicht verhinderte, dass die Stadt auf die Seite der Guelfen wechselte. Im Mai 1162 erhob ihn der Kaiser zum Podestà von Ferrara. Im kaiserlichen Gefolge hielt er sich im April 1162 in Pavia auf, Mitte August in Turin, dann im Herbst 1163 in Lodi, schließlich 1164 in Faenza und wieder in Pavia. Ob er Italien danach verließ oder dort blieb ist unklar, jedenfalls erschien er 1166 beim Kaiser auf der hessischen Boyneburg und 1170 zunächst in Magdeburg, dann auf dem Frankfurter Hoftag. Mit Erzbischof Christian I. von Buch zog er nach Italien und war einer der Unterzeichner des Vertrages mit Genua vom 6. März 1172, ebenso wie in Siena ein Privileg für Viterbo. Als Kaiser Friedrich 1174 Alessandria belagerte, schloss er sich ihm an. Im Namen des Kaisers beeidete Konrad von Ballenhausen den Waffenstillstand zu Tortona von 1176. Im Dezember 1176 unterzeichnete er, zusammen mit den bedeutendsten Großen des Reiches, das Abkommen mit Cremona, wo er erneut für den Kaiser den Eid ablegte. Ob er dies 1177 auch in Venedig tat, ist unklar.
Nach dem Tod Barbarossas gerieten die von Ballenhausen in den Streit zwischen Welfen und Staufern, doch findet sich nichts über Konrad selbst. Sicherlich wurde Ballhausen von der Belagerung des benachbarten Weißensee im Sommer 1204 in Mitleidenschaft gezogen. Wahrscheinlich war es auch zu dieser Zeit, dass Konrad, der in die höchsten Kreise vorgestoßen war, zum Ministerialen des Landgrafen Hermann I. herabgedrückt wurde, der zwischen den Parteien lavierte. Im Alter begab sich Konrad, der seine exponierte Stellung eingebüßt hatte, in das Chorherren-Stift Jechaburg bei Sondershausen, wo er um 1206 letztmals urkundete. Jechaburg besaß bereits seit 1128 Güter in Ballhausen.
Reinhard von Ballenhausen, aus der niedersächsischen Linie, trat 1151 als Zeuge in einer Urkunde von Erzbischof Heinrich I. von Mainz auf, als dieser Graf Hermann II. von Winzenburg mit der Grafschaft und dem Schloss Schöneberg belehnte.

### Ministerialen des Thüringer Landgrafen, Aufspaltung in mehrere Linien
Erst mit Eckhard I. von Ballhausen-Sümmern tauchten die von Ballenhausen nach diesem Abstieg 1256 und 1262 wieder auf, und zwar nun ausschließlich als landgräfliche Ministerialen. Auf seinem Siegel führte er die Umschrift „Eckehard von Sumeriggen“. Im letzten Viertel des 13. Jahrhunderts beanspruchte die Familie das Patronatsrecht in Lützensömmern (Lutzeln-Sumeringen). 1237 war ein Hugo von Sömmern Beisitzer des Gogerichts in Aspe.
Mitte des 13. Jahrhunderts erschienen drei Angehörige der Familie, nämlich Eckhard, Hugo und Berthold. Berthold I. von Ballhausen erscheint in einer Urkunde des Deutschmeisters Albert von Hallenberg von 1256, in der Albert einem Müller eine Mühle in Erbpacht vergab. Die anderen beiden Ballhausener erschienen als Mitbesitzer des Gogerichts von Espe, allerdings urkundeten sie ganz am Ende. Eckhard, spätestens seit 1255 Ritter, war mit Luitgard, Tochter des Ritters Helfrich von Rotenburg, verheiratet. 1256 schlichtete Eckhard im Streit zwischen der Reichsstadt Mühlhausen und seinen Neffen Hugo und Johann von Weidensee, bei dem der Hof der Weidenseer auf der Reichsburg in Flammen aufgegangen war. Die Weidenseer blieben frei von Bürgergeschossen, in Streitfällen mussten sie vor dem städtischen Schultheißen erscheinen. Im Gegensatz zu diesem Vertrag unterzeichnete Eckhard keinen der Verträge, mit denen die Weißenseer in den nächsten Jahren ihren Besitz verkauften. Nur kleinere Güter veräußerte er 1258 und 1265 an das Deutschordenshaus zu Nägelstedt und an das 1162 gegründete Zisterzienserkloster Reifenstein. Daneben tauschte er nur Güter, um einen geschlosseneren Besitz zu erlangen, jedoch erfolgten Schenkungen, wie an das Kloster Haydau oder das Kloster Volkenrode.

### Die thüringische Linie (1255–1363), Verlust der Stammburg
Die thüringische Linie teilte sich ab Mitte des 13. Jahrhunderts in mehrere Seitenzweige. So die Linie von Ballenhausen-Sömmern, die Linie Stranz von Döllstädt und die Linie von Schwarzenberg. Letztere Linie starb erst nach 1420 aus.
Eckhards I. Sohn Helfrich erscheint nur 1262 und 1265 urkundlich. Sein Sohn wiederum, mit dem seltenen Namen Widekind (erstmals 1273), war, ebenso wie Berthold III., ein gemeinsamer Sohn mit Bertha von Naumburg. Sie kehrte jedoch nach dem frühen Tod ihres Ehemanns nach Hessen zurück, wo sie erneut heiratete. Dabei folgten ihr ihre Söhne. Ebenso wie Helfrich verstarb auch Rudolf früh. Die übrigen Brüder Eckhard II., Hugo II. und Berthold II. gerieten in Streit mit dem Nonnenkloster Gandersheim, das die Vogtei über seine Güter zu Tennstädt an die Brüder vergeben hatte. Erst 1273 kam es zu einem Ausgleich, bei dem die Brüder auf ihre Aneignung von Abgaben, die dem Kloster zustanden, verzichten mussten. Auf ähnliche Weise verloren die drei 1277 ihre Patronatsrechte über die Kirche in Lützensömmern an das Nonnenkloster Kapelle. Eckhard II. war das Haupt der Familie. Er sagte den Nonnen des Klosters Haydau an der Fulda zu, eine bestimmte Hufe aus dem Lehnsverband zu befreien, es sei denn, sie zählte zum Allod der Familie – offenbar waren sich die Brüder selbst nicht sicher. Zudem gerieten sie in den Streit des Landgrafen Albrecht mit seinen Söhnen.
König Rudolf I. von Habsburg ernannte, um Bürger und Bauern vor den ritterlichen Übergriffen zu schützen, Heinrich II. von Mainz zum Hauptmann und Rektor Thüringens. Er gebot nicht nur Landfrieden, sondern erhielt vom Landgrafen das Recht, Burgen anzukaufen und neu zu errichten. Nach seinem Tod hielt sich der König ab Dezember 1289 fast ein Jahr in Erfurt auf, um 1290 die Hauptmannschaft an Gerlach von Breuberg zu übertragen (bis 1297). Dieser brachte Schloss Ballhausen unter seine Kontrolle. Er verpfändete es an Gerhard II. von Mainz, doch verlor Mainz diese Herrschaft bereits Anfang des 14. Jahrhunderts.
Die drei Brüder hielten während der ganzen Zeit engen Kontakt zum hessischen Schwarzenberg, doch ließ der dortige Landgraf Heinrich I. 18 feste Häuser zerstören, darunter 1293 Schwarzenberg. Der Kontakt zur thüringischen Linie riss damit fast vollständig ab, dem hessischen Landgrafen fielen die verbliebenen dortigen Güter 1301 zu. Eckhard II. und seine Nachkommen blieben weiterhin begütert, doch waren sie eher unbedeutende Herren, keine Ritter mehr. 1311 erhielt Eckhard III. den Ritterschlag. Auch Eckhard IV. und (wohl) dessen Sohn Eckhard V. tauchen in einigen Urkunden als Ritter auf. Letzterer verkaufte 1322 seinen Zehnten zu Korbetha, nördlich von Weißenfels gelegen, an das Kloster Beutitz, verzichtete 1331 auf den Zehnten in Bothenheilingen, den Eckhard IV. 1316 dem Kloster Homburg überlassen hatte. 1348 erscheint in einer Urkunde Eckhard VI., offenbar kein Ritter mehr. Er und drei Brüder wohnten nun auf Lehen in Markröhlitz, genauer auf zwei Gehöften, die sie bewohnten, dazu gehörten 15 Bauernhöfe und das Ortsgericht, in der Dorfmark 18 Hufe Land und 8 Acker Holz. Hinzu kam ein Teil des Waldes von Mücheln (Kreis Querfurt) sowie weiterer, bescheidener Besitz. Nachdem auch dieser veräußert war, wuchsen die Schulden rapide.

### Der Schwarzenberger Zweig (1329–1421)
Auch die hessische Linie verschwand, allerdings erst 1421. Ihre Stammväter waren Widekind (1273–1301) und Berthold III. (1286–1301). Doch schon der 1329 fassbare Besitz Johanns I. war drastisch zusammengeschrumpft. Er besaß noch ein Haus, eine kleine Wiese, wenig Land und ein Bergstück bei Schwarzenberg. Von der Stadt Melsungen stand ihm ein Sechzehntel des Zehnten zu, der bis 1835 als „Schwarzenberger Zehnt“ eingezogen wurde. Hinzu kam der Zehnt der späteren Wüstung Wendesdorf, dazu die „Zungenhufe“ zwischen Melsungen und Schwarzenberg und wenige weitere Einnahmequellen. Landgraf Heinrich II. von Hessen befreite 1351 die Ehefrau Johanns I., Katharina, und ihre Erben von Diensten und außerordentlichen Abgaben. Johann II. verzichtete schließlich 1372 für sein Seelenheil auf sein bisheriges Anrecht auf das Schwarzenberger Kirchlehen in den Dörfern Schwarzenberg und Röhrenfurt. Wieder geriet die Familie in die Auseinandersetzungen des Landgrafen mit seinen ritterlichen Gegnern, in deren Verlauf der Landgraf 1379 Besitzrechte der Schwarzenberger an seinen Gefolgsmann Walther von Hundelshausen den Jüngeren vergab, um seine Belehnungen zu begleichen.
Zur Belohnung für geleistete Dienste ernannte Erzbischof Adolf I. von Mainz den Schwarzenberger Helfrich und dessen Erben 1385 zu Burgmannen auf dem Bischofstein im oberen Eichsfeld. 1388 begann der Erzbischof seinen Feldzug gegen Hessen, doch verstarb er bereits 1390. Der Landgraf setzte sich nach Jahrzehnten der Auseinandersetzungen mit den Mainzern durch, und Helfrich musste 1417 Schwarzenberg endgültig aufgeben. 1421 entschädigte der Mainzer Erzbischof den letzten Spross der Familie, der bald danach starb.

### Die niedersächsische Linie, die bürgerliche Linie in Göttingen (bis 1507)
Die niedersächsische Linie zeigt ihre Nähe zu den Herren von Rosdorf durch Heinrich I. von Ballenhausen, der 1221 in Erfurt eine Urkunde Erzbischof Siegfried II. von Eppstein gemeinsam mit seinen thüringischen Vettern bezeugt. 1256 ist er Zeuge des Verkaufs des Zehnten zu Dramfeld durch die Herren von Rosdorf, seine Verwandten, an das Kloster Reinhausen. Um diese Zeit starb die niedersächsische Linie in männlicher Linie aus, weshalb Hermann II. von Hardenberg, Sohn Hermann I. von Hardenberg aus der Bernhardschen Linie, Besitz und Namen erbte. Er trat zwischen 1269 und 1303 als Hermann von Hardenberg-Ballenhausen auf, sein Sohn Werner nannte sich nur von Ballenhausen.
Während Hermann II. von Hardenberg-Ballenhausen den Bruder seines Vaters, Dietrich von Hardenberg, seinen Onkel (patruum = väterlicherseits) nennt – dieser war wiederum mit einer Schwester Friedrich von Rosdorf verheiratet –, nannte Werner von Ballenhausen seinen Vormund, Hildebrand von Hardenberg, seinen Onkel. Friedrich von Rosdorf und Dietrich von Hardenberg waren Statthalter der Erzbischöfe von Mainz für das Eichsfeld und brachten 1287 die Burg Hardenberg als Pfand in ihren Besitz. Die Grundstücksgeschäfte, die dieser Onkel, Hildebrand von Hardenberg, im Namen seines Mündels Werner von Ballenhausen abwickelte, zeigen die enge Verwandtschaft und besitzmäßige Verquickung der Genannten.
1304 wurde der Zehnte zu Rosdorf an das Kloster Walkenried verkauft. Ein Geschäft, das jahrelangen Rechtsstreit nach sich zog, in den der Herzog von Braunschweig, der Landgraf von Hessen, sowie der Erzbischof von Mainz involviert waren, bevor Werner von Ballenhausen eine hohe finanzielle Kompensation zugesprochen bekam.
Mit Werner von Ballenhausen starb die niedersächsische Linie aus. Allerdings führten die, mit den Herren von Rosdorf, den Herren von Hardenberg und den von Ballenhausen verwandten Herren von Grone den Namen fort: durch Heinrich II. von Grone-Ballenhausen. Mit ihm endete 1350 die adlige Familie von Ballenhausen endgültig in ihrer niedersächsischen Linie.
Mitglieder der Familie hatten bereits im Lauf des 13. Jahrhunderts in Göttingen das Bürgerrecht erworben und setzten unter dem Namen von Bolnhusen bis 1507 diese bürgerliche Linie der Familie fort. Mit Bartold Bollnhusen starb dieser Zweig schließlich gleichfalls aus.
Ein Heyse von Bolnhusen lässt sich 1377 bis 1400 nachweisen, Tile von 1383 bis 1395. 1392 waren sie Vorsteher der Kaufmannsgilde, magistri gildae mercatorum. Tile saß 1395 im Göttinger Rat, Heyse war im Jahr 1400 Provisor des Bartholomäusspitals. 1413 bzw. 1415 erscheint ein Hartung nebst seiner Frau Katharina, der jedoch später einer anderen Stadt angehörte.
Ein Tile Bollnhusen trat 1445 als Göttinger Bürger auf, der besagte Bartold Bollnhusen war im benachbarten Bosdorf Alderman.

## Wappen
Das Wappen der Herren von Ballenhausen, beider Linien nebst Seitenlinien, bestand aus zwei senkrecht stehenden, gegeneinander gekehrten Widderhörnern. Es gleicht damit dem Wappen der Herren von Rosdorf, wobei deren Wappen aus zwei senkrechten, mit dem Rücken gegeneinander gekehrten Schlüsseln bestand. Die Linie von Hardenberg-Ballenhausen verwendete zum Siegeln beide Wappen, indem es sie mit einer Siegelschnur verband. Das Rosdorf-Hardenberger Wappen hing oben, also direkt an der Urkunde, das kleinere Ballenhausener Wappen am Faden darunter. Auch Werner von Ballenhausen führte dieses Doppelwappen seines Vaters.